# Sant Miquel d'Òdena
Sant Miquel d'Òdena és una obra del municipi d'Òdena (Anoia) protegida com a bé cultural d'interès local.

## Descripció
Capella ubicada al peu de la carretera d'Igualada a Odena, en un pujolet. Ha sigut restaurada. És d'una sola nau amb volta de canó de 12,35m x 6,40m. L'absis està decorat amb les típiques arcuacions i bandes llombardes, amb una finestra. Porta adovellada a la cara de migdia, amb una finestra a cada mur lateral. Murs tant interior com exteriorment construïts a base de carreus tallants en arenosa, amb morter i la coberta, després de la restauració, presenta lloses de pedra a l'absis i a la resta teula àrab segons E. Junyent és del segle xi, però A. Pladevall comenta que fou aixecada al pas del segle xii, en ple romànic, i Joan Bassegoda en el segle xii.

## Història
Segons E. Junyent, la denominació antiga d'aquesta capella era Sant Miquel d'Ullastre, perquè el 1074 va rebre la deixa testamentària de Folc. El 1089 es va jurar sobre l'altar de Sant Miquel d'Òdena, capella situada dins del terme del castell d'Òdena, el testament del difunt Seniofred Adroer.
Durant els segles XVII -XVIII era sufragània de Sant Pere d'Odena i tenia un cementiri propi, però les visites pastorals dels anys 1724 i 1732 informen del mal estat de conservació, especialment de la teulada.
Una tempesta desfermada el juliol de 1935 va destruir un campanar d'espadanya construït pocs anys abans. Va sofrir danys durant la guerra civil i concretament l'any 1936. l'any 1976 van acabar les obres de restauració a càrrec d'un patronat local i sota un projecte de Joan Bassegoda.
El dia 2 d'octubre del 1977 s'inauguraren la restauració i obres d'agençament pel culte.

## Curiositat
Com la major part d'esglésies romàniques de l'Anoia, l'orientació de l'església obeeix a criteris litúrgics però també climatològics. Així l'absis està orientat cap a llevant, vers la sortida del sol i la porta d'accés està situada a migdia per tal de protegir-se dels vents freds del nord i mantenir-se sempre sota la radiació solar durant tot el dia.